# 2019冠状病毒病疫情期间的心理健康问题
2019冠状病毒病疫情影响了世界各地人们的心理健康。联合国机构间常设委员会的章程《心理健康和社会心理支持准则》中建议，在紧急情况下的心理健康支持的核心原则是“不损害他人利益，促进人权与平等，使用参与性方法，在现有基础上实地充分利用资源和能力，并采取多层干预措，与主要综合支持系统一起合作。”COVID-19疫情正在影响人们相互之间的社会联系，并且大大影响到人们对彼此之间和对国家机构的信任、工作和收入，并引起人们的焦虑和担忧。

## 疫情期间导致人们心理健康问题的原因
COVID-19疫情使人们紧张、焦虑、和担忧：原因既有疾病本身，也有社会隔离等应对措施的因素。疫情期间的心理压力常见原因包括：害怕生病和死亡；由于害怕在护理期间感染病毒而避免医疗护理；担心失去工作和生计；担心与社会脱节；担心被隔离；害怕无法保护自己和亲人；害怕与亲人和看护者分离；由于害怕感染病毒而拒绝照顾弱势群体；由于被孤立而感到无助、无聊、孤独、和沮丧；以及由于先前的疫情经历而害怕重新开始生活。對原本就有心理健康问题的人則可能加重情況。
除了这些问题外，COVID-19还会引起其他心理反应，例如：当病毒的传播方式并不清晰时担心被感染；其他健康问题的常见症状会被误以为是COVID-19；担心孩子（在学校停课期间）独自在家，而照顧者必须去上班；以及担心如果没有适当的照料，弱势群体的身心健康有弱化的风险。
一线工作人员，如医生和护士，可能会遇到额外的心理健康问题。这些问题包括：与COVID-19患者一起工作导致的社会羞辱，使用严格的生物安全措施所带来的压力（例如，防护设备带来的身体上的压力，穿戴者要一直保持清醒意识和警惕，严格的执行程序，自主救治权的禁止以及物理隔离使得医护人员很难安慰病人），在工作环境的更高要求，由于安全身体距离和社会歧视所引起的社会福利的缺失，无法自我照料，对与COVID-19感染者长期接触的了解有限，以及担心他们可能将感染传染给自己的亲人。这些因素都可能使一线工作人员面临额外的压力。

## 对焦虑症患者的影响

### 强迫性人格障碍
在疫情期间，患有强迫性人格障碍症状的人数提高了，尤其是当他们考虑长期后果的时候。害怕被病毒感染和一些公共卫生的杀菌方法诱发了强迫症患者们病发。一些有关卫生的强迫症患者会发现他们的症状被严重放大了。在执行社交隔离中，这种被分离的感觉让一些患者有更多的和对卫生的困扰不相关的侵入性思考。

### 创伤后应激障碍症
在疫情期间，患有创伤后应激障碍症(PTSD)的人数提高了。医疗工作者和COVID-19的患者更容易显露PTSD相关的症状。在2020年三月底，中国的研究人员调查了714个从COVID-19中痊愈的患者有关PTSD的调查问卷，96.2%都有很严重的PTSD症状。

## 对儿童的影响
据学术报道，许多在COVID-19大流行期间与照顾者分开的孩子们很可能进入了危机状态。并且，那些在过去大流行性疾病被隔离过的人更容易患急性应激障碍、适应障碍，且感到悲伤。30%的儿童达到了创伤后应激障碍的标准。
学校的关闭也给有特殊需要的学生带来了焦虑——因为日常生活被暂停或改变，所有的治疗或社交小组也停止了。把学校生活纳入心理健康应对机制的人们抑郁有所增加，并且很难调整回正常的生活方式。由于埃博拉病毒爆发后，儿童受到虐待、忽视和剥削的比例有所增加，因此人们因COVID-19而处于社交隔离状态的儿童表示了更多的关注。停业还限制了一些儿童能够获得的心理健康服务的数量。
由于学校当局和教育工作者在培训和联系上的疏忽，一些儿童只是被确认患有某种疾病。

## 对基础工作人员和医务人员的影响
尽管许多中国的医护人员已经表现出他们很疲惫，过度兴奋，易怒和其他不佳状态，他们依旧拒绝接受心理疏导，表示他们并不需要心理医生，而是希望在工作时不要受到打扰和足够的医疗物资来保证他们工作时的安全。他们还指出，心理医生应该用精力去应对患者的焦虑和恐慌以及其他情绪问题，而不是将时间花在解决医护人员的心理问题上。

## 对自杀的影响
COVID-19大流行之后，对自杀率飙升的担忧与日俱增，而隔离和扩大社交距离等措施导致的社会隔离、恐惧、失业和经济因素更加剧了这种担忧。
德国
德国黑森州财政部长自杀身亡，原因可能是必须应对COVID-19带来的经济后果带来的精神压力。
印度
有报道称，在印度COVID-19大流行封锁期间，有人因为无法获得酒精而自杀。
爱尔兰
一条新设立的老年人热线自2020年3月开通以来已接到1.6万个电话。
日本
包括卫生部、劳动部和福利部在内的许多组织通过电话或短信提供了若干咨询服务热线。
2020年2月1日，一名从事安排武汉归国者工作的内阁秘书处人员自杀身亡。他因返乡者的不满而备受折磨。 4月30日，一名炸猪排的厨师在他的餐厅自焚。他曾被指定为2020年夏季奥运会的火炬接力运动员，但这一任务被推迟，餐厅也被迫关门。

## 疫情对人们心理健康的长期后果
根据机构间常设委员会关于心理健康和心理社会支援的方针，COVID-19疫情可能造成一些长期后果。根据机构间常设委员会精神卫生和心理社会支助准则（IASC）的预期，一些长期后果包括：社会网络和经济的恶化、对COVID-19痊愈者的歧视、可能加深的对前线工人和政府的敌意、可能加深的对儿童的愤怒和侵犯，以及可能对官方当局提供信息的不信任。
其中一部分可能是由于真实存在的危险引起的，但许多反应可能是由于缺乏知识，并轻信了谣言和错误信息而导致的。也有可能有些人会有更积极的经历，比如因为找到应对的方法而自豪。在面临危机时，社区成员很可能表现出一定的利他主义和合作精神，人们可能会从帮助他人中获得满足感。